# Disaster
Disaster è un singolo della cantante statunitense JoJo, pubblicato il 6 settembre 2011.

## Descrizione
Registrata per il suo terzo album in studio, allora intitolato Jumping Trains, la canzone è stata scritta da Gino Barletta insieme a JoJo, Marc Himmel, e Mario Marchetti, che l'ha anche prodotta. Musicalmente, è una traccia pop rock, il cui testo descrive una relazione che è passata da felice e a tumultuosa.
Disaster ha debuttato come primo singolo dell'album nelle radio statunitensi il 29 agosto 2011, ed è stata resa disponibile per il download digitale il 6 settembre successivo. La canzone tuttavia non apparirà nel terzo album della cantante, uscito a distanza di cinque anni dalla pubblicazione del brano.
Un EP di remix digitali contenente 5 remix ufficiali della canzone è stato pubblicato il 13 marzo 2012.

### La versione del 2018
Nel 2018 la cantante ha ri-registrato e ri-pubblicato la canzone come singolo stand-alone su etichetta Clover Music, uscito il 21 dicembre. Tale decisione è dovuta alla rimozione di tutta la musica originale di JoJo pubblicata sotto la Blackground Records da tutte le piattaforme di streaming e di vendita digitale. La ex etichetta discografica possiede le licenze delle registrazioni originali e ha il controllo sulla loro pubblicazione.

## Accoglienza
La canzone ha ricevuto recensioni generalmente positive dalla critica musicale contemporanea, che ha notato alcune somiglianze con il singolo del 2006 della cantante Too Little Too Late e con il brano Battlefield di Jordin Sparks.

## Video musicale
Il videoclip di accompagnamento della canzone è stato diretto da Benny Boom e girato nel centro di Los Angeles. Ha debuttato sul sito ufficiale della cantante il 1º novembre 2011, ed è poi apparso su Vevo il giorno seguente. Il video vede la partecipazione dell'attore britannico Rafi Gavron.
Il 23 febbraio 2012 è stata pubblicata una versione estesa del video originale con scene aggiuntive tra cui l'acrobazia della moto che era stata tagliata dalla clip precedente.

## Tracce
Download digitale
1. Disaster – 3:37

Remixes
1. Disaster (DJ Kue Remix) – 4:15
2. Disaster (Sidney Samson Remix) – 4:42
3. Disaster (Baggi Begovic Remix) – 6:32
4. Disaster (Ming + 2 Beeps Remix) – 5:09
5. Disaster (Jorj n Andy Remix) – 6:27

Versione 2018
1. Disaster 2018 – 3:39

## Successo commerciale
Il singolo ha debuttato al numero 87 della Billboard Hot 100, dopo l'ultima apparizione della cantante nella classifica con Too Little Too Late. Disaster si è anche classificato nella Billboard Pop Songs, raggiungendo la posizione numero 29.
Secondo Nielsen SoundScan, al 2012 Disaster è stata scaricata oltre 160 000 volte.

## Classifiche
| Classifica (2011-12) | Posizione massima |
| -------------------- | ----------------- |
| Stati Uniti          | 87                |
| Stati Uniti (pop)    | 29                |